# Нагасэ, Масатоси
Масатоси Нагасэ (яп. 永瀬 正敏 Нагасэ Масатоси), 15 июля 1966 года, Тиба, префектура Тиба — японский киноактёр и фотограф. За пределами Японии наиболее известен по фильмам Фридрика Тоура Фридрихссона «Холодная лихорадка» и Джима Джармуша «Таинственный поезд».
Тодд Браун из Twitch Film охарактеризовал Нагасэ как «одного из великих невоспетых героев японского кино, чрезвычайно надёжный характерный актёр с безупречным вкусом в проектах, который, несмотря на огромный список работ, остаётся по большей части неизвестным по имени».

## Биография и карьера
Нагасэ снялся в фильме Джима Джармуша «Таинственный поезд» (1989) вместе с Юки Кудо. Он снялся в таких фильмах, как «Клуб самоубийц» (2001), «Безымянный лес» (2002) и «Скрытый клинок» Ёдзи Ямады (2004). 

## Избранная фильмография
| Год  |    | Русское название                         | Оригинальное название          | Роль               |
| ---- | -- | ---------------------------------------- | ------------------------------ | ------------------ |
| 1983 | мф | Miyuki                                   | みゆき                         | озвучка            |
| 1989 | ф  | Таинственный поезд                       | Mystery Train                  | Дзюн               |
| 1991 | ф  | Мои сыновья                              | 息子                           |                    |
| 1995 | ф  | Флирт                                    | Flirt                          | помощник Хэла      |
| 1995 | ф  | Холодная лихорадка                       | Á köldum klaka                 | Хирата             |
| 1998 | ф  | Прекрасное воскресенье                   | 뷰티풀 선데이                  | Сигэ Мамия         |
| 1998 | ф  | Три бизнесмена                           | Three Businessmen              | слепой             |
| 2001 | ф  | Электрический дракон 80000 Вольт         | Electric Dragon 80.000 V       | Thunderbolt Buddha |
| 2001 | ф  | Пистолетная опера                        | ピストルオペラ                 |                    |
| 2001 | ф  | Клуб самоубийц                           | 自殺サークル                   | детектив Шибусава  |
| 2002 | в  | Безымянный лес                           | 私立探偵 濱マイク 名前のない森 |                    |
| 2004 | ф  | Скрытый клинок                           | 隠し剣 鬼の爪                  | Мунэдзо Катагири   |
| 2007 | ф  | Лузеры, Фунуке покажет вам немного любви | 腑抜けども、悲しみの愛を見せろ |                    |
| 2016 | ф  | Патерсон                                 | Paterson                       | Поэт из Японии     |
| 2017 | ф  | Сияние                                   | 光                             | Масая Накамори     |
| 2017 | ф  | Наше время придёт                        | 明月幾時有                     | Полковник Ямагути  |
| 2024 | ф  | Человек-ящик                             | 箱男                           | Myself             |

## Награды
- 1992: Премия Японской киноакадемии. Лучшая мужская роль второго плана и приз «Новичок года», фильм «Мои сыновья[яп.]»
- 2008: Кинофестиваль в Иокогаме[яп.]. Лучшая мужская роль второго плана, фильм «Лузеры, Фунуке покажет вам немного любви[яп.]»[7].
- 2010: Приз Ассоциации Кинокритиков Японии[яп.]. Лучший актёр, «Мама на каждый день[яп.]»[8].
- 2016: Кинофестиваль в Иокогаме. Лучший актёр, фильм An)[9].